# Reino de México
El Reino de México (oficialmente Reyno de México y Michoacán) o Reino de Nueva España fue una entidad territorial administrativa integrante de la Monarquía Hispánica, políticamente gobernada por el Virreinato de Nueva España desde 1535. También fue uno de los reinos junto al Reino de Nueva Galicia, el Reino de Nueva Vizcaya, el Nuevo Reino de León, el Reino de Guatemala, la Capitanía General de Yucatán y la Capitanía General de Filipinas que conformaron el virreinato indiano.

## Historia
Una vez realizada la ocupación de México Tenochtitlan, los españoles impusieron una sociedad de conquista, derivada de su lucha militar, en la que se pretendió establecer una organización jerárquica fundada en la participación y en los logros militares de esa gran empresa que se llamó nuevo mundo.
El primer reino español en el territorio fue establecido en el año 1521, con el nombre de Reino de Nueva España, como un reino dependiente de la Corona de Castilla, ya que los fondos iniciales para la exploración provinieron de la reina Isabel I de Castilla. El Reino de México y la Audiencia de México fueron establecidos el 13 de diciembre de 1527, después del juicio de residencia a Hernán Cortés, teniendo el carácter de virreinal. Desde entonces, el Reino de Nueva España ya no conformaba el territorio del nuevo reino. Ya en el año 1535, se estableció el Virreinato de Nueva España, disolviéndose el reino homónimo y convirtiendo el Reino de México en un territorio integrante del nuevo virreinato.

## Organización territorial

### Primera organización territorial

Organización territorial del reino.

Originalmente, se subdividió en las provincias de la México (México), Puebla Los de Ángeles  (Los Ángeles), Oaxaca (Antequera) y Michoacán (Valladolid), Pánuco (Pánuco) y Yucatán (Mérida).[cita requerida]

### Segunda organización territorial
Para principios del siglo XVII se establecieron 23 provincias principales, la cual ciertos grupos de provincias mayores formarían un reino, como lo fue en el caso del Reino de México, en la que 5 provincias mayores formarían ese reino, las cuales serían: México, Tlaxcala, Puebla, Oaxaca y Michoacán.

#### Provincias menores
A continuación se muestran las principales divisiones administrativas del reino de México, a menudo denominadas "provincias menores":

##### Alcaldías mayores
- Alcaldía Mayor de Acatlán
- Alcaldía Mayor de Acayuca
- Alcaldía Mayor de Apa y Tepeapulco
- Alcaldía Mayor de Atlixco
- Alcaldía Mayor de Autlán
- Alcaldía Mayor de Cadereyta
- Alcaldía Mayor de Celaya
- Alcaldía Mayor de Chalco
- Alcaldía Mayor de Chiautla
- Alcaldía Mayor de Cholula
- Alcaldía Mayor de Cinagua y La Guacana
- Alcaldía Mayor de Coatepec
- Alcaldía Mayor de Colima
- Alcaldía Mayor de Córdoba
- Alcaldía Mayor de Cosamaloapan
- Alcaldía Mayor de Cuatro Villas
- Alcaldía Mayor de Cuautitlán
- Alcaldía Mayor de Cuautla Amilpas
- Alcaldía Mayor de Cuernavaca
- Alcaldía Mayor de Cuitzeo
- Alcaldía Mayor de Ecatepec
- Alcaldía Mayor de Etzatlán
- Alcaldía Mayor de Guadalcázar
- Alcaldía Mayor de Guanajuato
- Alcaldía Mayor de Huajuapan
- Alcaldía Mayor de Huatulco y Huamelula
- Alcaldía Mayor de Huauchinango
- Alcaldía Mayor de Huayacocotla
- Alcaldía Mayor de Huaymeo y Zirándaro
- Alcaldía Mayor de Huejotzingo
- Alcaldía Mayor de Huejutla
- Alcaldía Mayor de Huichapan
- Alcaldía Mayor de Igualapa
- Alcaldía Mayor de Ixmiquilpan
- Alcaldía Mayor de Ixtepeji
- Alcaldía Mayor de Ixtlahuaca
- Alcaldía Mayor de Izúcar
- Alcaldía Mayor de Jalacingo
- Alcaldía Mayor de Jicayán
- Alcaldía Mayor de Jiquilpan
- Alcaldía Mayor de Juxtlahuaca
- Alcaldía Mayor de La Antigua
- Alcaldía Mayor de León y Zacatula
- Alcaldía Mayor de Malinalco
- Alcaldía Mayor de Maravatío
- Alcaldía Mayor de Metepec
- Alcaldía Mayor de Metztitlán
- Alcaldía Mayor de Miahuatlán
- Alcaldía Mayor de Michoacán
- Alcaldía Mayor de Mitla y Tlacolula
- Alcaldía Mayor de Motines
- Alcaldía Mayor de Nejapa
- Alcaldía Mayor de Nochixtlán
- Alcaldía Mayor de Nombre de Dios
- Alcaldía Mayor de Octupa
- Alcaldía Mayor de Orizaba
- Alcaldía Mayor de Otumba
- Alcaldía Mayor de Pachuca
- Alcaldía Mayor de Panuco
- Alcaldía Mayor de Papantla
- Alcaldía Mayor de San Juan de Los Llanos
- Alcaldía Mayor de San Luis de la Paz
- Alcaldía Mayor de San Luis Potosí
- Alcaldía Mayor de San Miguel
- Alcaldía Mayor de Sayula
- Alcaldía Mayor de Tacuba
- Alcaldía Mayor de Tancítaro
- Alcaldía Mayor de Taxco
- Alcaldía Mayor de Tecali
- Alcaldía Mayor de Tehuacán
- Alcaldía Mayor de Tehuantepec
- Alcaldía Mayor de Temascaltepec
- Alcaldía Mayor de Tenango del Valle
- Alcaldía Mayor de Teotihuacán
- Alcaldía Mayor de Teotitlán Del Camino
- Alcaldía Mayor de Teozacoalco
- Alcaldía Mayor de Tepeaca
- Alcaldía Mayor de Tepexi de la Seda
- Alcaldía Mayor de Teposcolula
- Alcaldía Mayor de Tetela del Río
- Alcaldía Mayor de Tetela y Jonotla
- Alcaldía Mayor de Tetepango
- Alcaldía Mayor de Teutila
- Alcaldía Mayor de Texcoco
- Alcaldía Mayor de Teziutlán
- Alcaldía Mayor de Tingüindín
- Alcaldía Mayor de Tlalpujahua
- Alcaldía Mayor de Tlapa
- Alcaldía Mayor de Tlazazalca
- Alcaldía Mayor de Tula
- Alcaldía Mayor de Tulancingo
- Alcaldía Mayor de Tuxcacuesco
- Alcaldía Mayor de Tuxtla y Cotaxtla
- Alcaldía Mayor de Villa Alta
- Alcaldía Mayor de Xalapa
- Alcaldía Mayor de Xochimilco
- Alcaldía Mayor de Yahualica
- Alcaldía Mayor de Zacualpan
- Alcaldía Mayor de Zapotlán
- Alcaldía Mayor de Zempoala
- Alcaldía Mayor de Zimapán
- Alcaldía Mayor de Zimatlán
- Alcaldía Mayor de Zumpango
- Alcaldía Mayor de Mexicaltzingo

##### Corregimientos
- Corregimiento de Antequera
- Corregimiento de Bolaños
- Corregimiento de Charo
- Corregimiento de Chietla
- Corregimiento de Coyoacán
- Corregimiento de Huazolotitlán
- Corregimiento de Lerma
- Corregimiento de México
- Corregimiento de Querétaro
- Corregimiento de Tochimilco
- Corregimiento de Toluca
- Corregimiento de Valles
- Corregimiento de Zacatlán

##### Gobernaciones
- Gobernación de Acapulco
- Gobernación de Fronteras de Colotlán
- Gobernación de Nayarit
- Gobernación de Puebla
- Gobernación de Tlaxcala

##### Otros
- Jurisdicción de Veracruz
- Marquesado de El Valle
- Utopía de Santa Fe

## Gobierno
Aunque el Reino de México, siendo territorio integrante de Nueva España, era una dependencia de Castilla, también era un reino en sí mismo, por lo que solamente estaba sometido al monarca de Castilla. Asimismo, como reino de Indias, México contaba con un derecho propio especial, el indiano, y con su respectivo organismo administrativo, el Consejo de Indias.
El rey poseía no sólo el derecho soberano sino también los derechos de propiedad; era el propietario absoluto, el único jefe político de sus dominios americanos. Cada privilegio y posición, económica, política o religiosa, procedía de él. Sobre esta base se logró la conquista, ocupación y gobierno del Nuevo Mundo [Español].
México, como los demás reinos castellanos de Indias, era un reino propio de la corona de Castilla, pero no del Reino de Castilla. Por lo tanto, Castilla se convirtió en una jerarquía administrativa superior, pero sin dominio sobre los reinos indianos, los cuales eran entonces reinos distintos de Castilla, así como lo eran también otros reinos vinculados a la corona, y se hallaban en una situación intermedia entre una absoluta igualdad con Castilla y una total subordinación.

## Intendencia
El 4 de diciembre de 1786 se firmó Real Ordenanza de Intendentes que creó otras 11 intendencias en el virreinato, reemplazando a los reinos (incluyendo al Reino de México), comandancias, corregimientos y alcaldías mayores. El reino de México se dividió en las intendencias de México, Puebla, Valladolid, Guanajuato, Oaxaca, Veracruz y San Luis Potosí.
Los primeros años de la intendencia fueron de gran incertidumbre, varias voces pidieron con urgencia su abolición; no obstante, la Corona se mantuvo en su postura gracias a la recomendación de personajes como el virrey castellano Manuel Antonio Flores Maldonado y, sobre todo, por la opinión del virrey novohispano Juan Vicente de Güemes, II conde de Revilla Gigedo.

Mapa de Nueva España a partir de 1786.

El establecimiento del sistema de intendencias se propuso uniformar las unidades territoriales y terminar con la multiplicidad de regímenes y prerrogativas de los reinos y provincias que formaban España y procurar un régimen similar para el conjunto del territorio. En la península, las intendencias se establecieron por primera vez en 1718. Esa versión inicial tuvo cambios y fue revocada en 1721. Se puso nuevamente en vigor a partir de 1749. En Nueva España, en cambio, su implantación dilató varias décadas, ya que no se hizo sino hasta a 1787, después de la expedición de la Ordenanza en el año anterior.

## De reino a imperio
El 24 de febrero de 1821, Agustín de Iturbide proclamó el Plan de Independencia de la América Septentrional, que contenía una extensión de diecisiete artículos conocidos como Tratados de Córdoba para independizar la parte continental del Virreinato de Nueva España. El gobierno que adoptaría el nuevo país sería una monarquía, con el nombre de Imperio mexicano, cuya corona sería otorgada a Fernando VII o a algún otro Infante de España, continuando así el gobierno el monarca sobre el territorio mexicano y devolviendo en el ahora México independiente, el poder que la Constitución española de 1812 le había quitado en España. Se suprimieron también las distinciones étnicas entre los habitantes de la hasta entonces Nueva España; declaraba la igualdad de todos los individuos y, por lo tanto, en adelante todos tendrían los mismos derechos.
El 24 de agosto del mismo año, Iturbide firmó los Tratados de Córdoba con Juan O'Donojú, teniente general de los Ejércitos de España, que había sucedido Apodaca con el título de jefe supremo de la Nueva España, y con el que se reconocía la independencia de México. El 27 de septiembre, el Ejército Trigarante entró en la Ciudad de México. Al día siguiente se reunió una junta de 38 miembros, presidida por Iturbide, proclamó el Acta de Independencia del Imperio Mexicano, y se constituyó una Junta Provisional de Gobierno encabezada por Iturbide que recibía el título de Generalísimo y Alteza Serenísima.
Como Fernando VII no reconoció la independencia de México, el parlamento del nuevo Imperio mexicano decidió que se escogería un nuevo monarca mediante elecciones. La noche antes de las elecciones, mucha gente manifestó en las calles su apoyo a Iturbide para que fuera elegido emperador. Iturbide fue finalmente elegido emperador por voto unánime de parlamento, y fue coronado con el nombre de Agustín I de México.